# 未来のおもいで
『未来のおもいで』（あしたのおもいで）は、梶尾真治による長編小説。文庫書下ろしで光文社文庫より2004年10月に発行された。

## あらすじ
イラストレーターをしている滝水浩一は、一人で熊本県白鳥山に登っていた。白鳥山は立地の不便で入山者が少ないことから秘境のイメージを保っており、滝水はそういう所を好んで登っていた。湿地を抜けた所で山芍薬の花畑に出会う。この光景は1年のうちに2週間しか見ることの出来ない、貴重な光景だった。しかも、例年よりも1ヶ月も早かった。
するとそこで、突然の雨に見舞われる。雨具を持ってくるのを忘れてしまった滝水がどうしようかと考えていた時、頂上へと向かう登山道から足音が聞こえてきた。大自然の中で他人と関わりを持ちたくないと一瞬ためらったことにより、その人物と鉢合わせてしまう。若い女性だった。立ち去ろうとした女性に対し、滝水は咄嗟に「雨を凌ぐことができる場所がある」と近くの天然の洞に女性を誘導する。洞の中で彼女と白鳥山について会話をし、世間とは切り離された場所で彼女と二人きりで時間を共有することにときめきを感じた滝水は、名前を聞きたい衝動にかられたが、聞いてはいけないのが登山者同士の暗黙のルール。勇気を出して名前を聞くことが出来なかった。
小雨になったからと、彼女は去ろうとした。切羽詰まった滝水は一か八かの賭けで、自分の名前と住所が縫い込まれていたリュック・カバーを貸す。また何処かで縁があれば、とその場で彼女と別れる。天候が回復した所で出ようとすると、彼女が座っていた所に黒皮の手帳が落ちていた。紛れもなくそれは、洞の中で彼女が使っていたものだった。追いかけようかと迷ったが、どの登山ルートで帰ったのかわからず、もし帰りに逢えば返そうと鞄に入れる。その時、ふと手帳の裏表紙を開いた。藤枝沙穂流……それが彼女の名前だった。
外に出たところで、異変に気付く。つい先程見た、山芍薬の花畑が消失してしまっていた。理屈を超えた出来事に戸惑い、もしかしたら一連の出来事が白昼夢なのではないかと疑った。が、家に帰っても黒皮の手帳は存在していた。
滝水は手帳に書いてあった住所に向かう。だがそこには「藤枝沙穂流」はいなかった。

## 主な登場人物
滝水 浩一（たきみず こういち）
イラストレーター。家族はいない。好きな場所を探してのんびり過ごすのが好きで、白鳥山に登る。
藤枝 沙穂流（ふじえだ さほる）
浩一が偶然出会った若い女性。雷が苦手。
藤枝 沙知夫（ふじえだ さちお）
浩一と同じ30代ぐらいの男性。沙穂流の住んでいるはずの住所に住んでいる。沙穂流の面影があるが、全く知らないと答える。
藤枝 詩波流（ふじえだ しはる）
沙知夫の妻。
加塩（かしお）
浩一が通う居酒屋「寒鯛夢（さむたいむ）」の常連。小説家。浩一にSFの知識を教える。
今村 芽里（いまむら めり）
沙穂流の学生時代からの友人。広告代理店でコピーを書いている。
長者原 元（ちょうじゃはら はじめ）
浩一の後輩で、仕事を頻繁に回してくる。

## 舞台劇
2009年に演劇集団キャラメルボックスがハーフタイムシアターにおいて、『すべての風景の中にあなたがいます』の題名で上演した。脚本・演出は成井豊と真柴あずき。同時上演は恩田陸原作による「光の帝国」。

### 出演
- 滝水浩一 - 岡田達也
- 藤枝沙穂流 - 温井摩耶
- 加塩伸二 - 細見大輔
- 藤枝沙知夫 - 左東広之
- 藤枝詩波流 - 岡田さつき
- 今村芽里 - 久保田晶子
- 長者原元 - 多田直人
- 天草志路美 - 稲野杏那